# Casa al carrer Balmes, 10 (Sant Hilari Sacalm)
La Casa al carrer Balmes, 10 és una obra de Sant Hilari Sacalm (Selva) inclosa a l'Inventari del Patrimoni Arquitectònic de Catalunya.

## Descripció
Edifici entre mitgeres, fent cantonada, situat al nucli urbà de Sant Hilari Sacalm, entre la Plaça Doctor Robert i el carrer Balmes 10, al costat de la Cooperativa Obrera (vegeu fitxa corresponent).
La casa consta de planta baixa i dos pisos, i està cobert per una teulada de teula àrab.
A la façana principal, la de la Plaça Doctor Robert, hi ha la porta d'entrada a la planta baixa, que està en un gran portal en arc de llinda, que fa de porxo. Al costat hi ha una finestra en arc de llinda, que il·lumina un establiment comercial (perruqueria). Al vidre de la finestra hi ha escrit: "Perruqueria Rosa Maria".
Al primer pis, hi ha dues portes en arc de llinda o arc pla, que communiquen amb un balcó corregut, amb ampit de pedra i barana de ferro forjat. Les obertures estan emmarcades.
Al segon pis, hi ha dos balcons amb llosana de pedra i barana de ferro forjat, amb portes per accedir-hi en arc de llinda. El balcó de l'esquerra conserva restes s'una politja, cosa que indica que aquest espai hauria esta utilitzat com a golfes, per guarda gra o altres.
A la façana del carrer Balmes, destaca una finestra amb les impostes que ajuden a la llinda a salvar la llum de la portalada.
Totes les façanes estan trebalades en estuc, que imita un encoixinat.